# ラウル・ラパラ

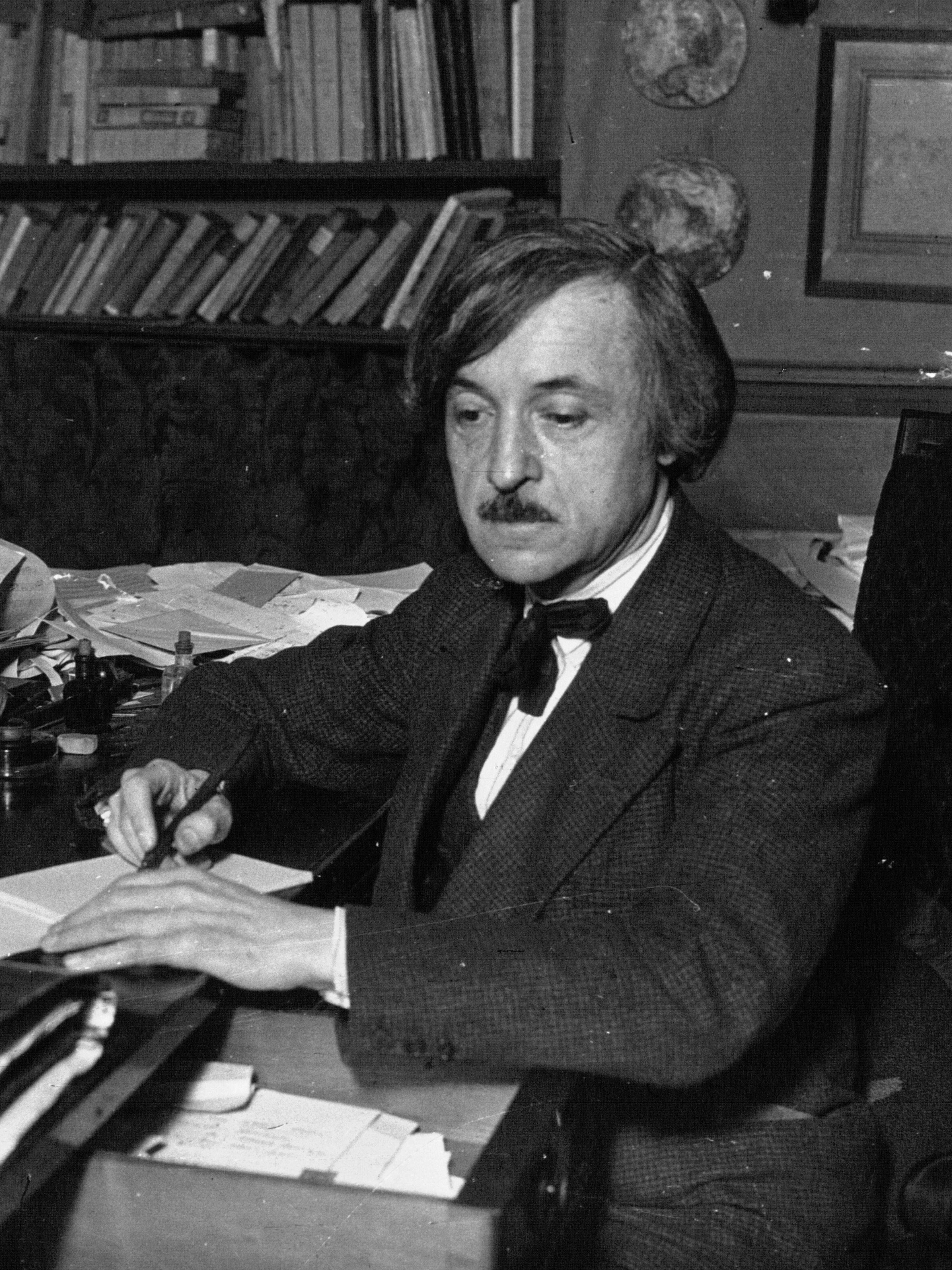
ラウル・ラパラ（1931年）

ラウル・ラパラ（Raoul Laparra, 1876年5月13日 ボルドー - 1943年4月4日 ブローニュ＝ビヤンクール）は、フランスの作曲家。ラウル・ラパーラと表記される場合もある。
スペイン民謡やバスク民謡に影響された作風を採り、スペインを題材にした舞台作品を遺した。

## 略歴
ボルドーでスペイン出身の商人の息子に生まれた。兄に画家になったウィリアム・ラパラがいる。3歳で最初の演奏会を開く。パリ音楽院に進んでアルベール・ラヴィニャックやアンドレ・ジェダルジュ、ジュール・マスネらに師事。1903年にカンタータ《オデュッセウス Ulysse 》によりローマ大賞を受賞。《弦楽四重奏曲 Quatuor d'archets 》《ヴァイオリンソナタ イ短調 Sonate en la mineur pour violon et piano 》《スペイン民謡の主題による歌曲 mélodies sur des thèmes populaires espagnols 》《バスクの日曜日 Dimanche basque 》《ドン・キホーテの周りで En marge de Don Quichotte 》などを作曲。
1899年よりボルドーでオペラ・コミック《ロバの革 Peau d'Âne 》を作曲し、次いで、1908年2月26日のオペラ＝コミック座初演で大成功をおさめた3幕の抒情劇《ハバネラ La Habanera 》に着手。三部作のうち第1部である《ホタ La Jota 》を1911年4月26日に、次いで《マラゲーニャ La Malagueña 》を完成させる。《ヴィオール奏者 Le Joueur de Viole 》はオペラ＝コミック座にて1925年12月24日に初演され、一方のサルスエラ《名士フレゴナ L'illustre Frégona 》はオペラ座に舞台を替えて、1931年2月16日に上演された。
また、『メネストレル』紙および『マタン』紙にて音楽評論家を務める傍ら、パリ音楽院の教壇に立ち、とりわけクロード・シャンパーニュやジェマル・レシット・レイらを育成した。
しかし、第二次世界大戦中の1943年4月4日に、ブローニュ＝ビヤンクールにて爆撃により戦没し、遺体はシェジ＝シュル＝マルヌに埋葬された。

## 作品一覧
- 歌劇《ロバの革》 Peau d'âne （1899年初演）
- 抒情劇《ハバネラ》 La Habanera, Drame lyrique （1900年-1903年）
- モリエールの戯曲のための劇付随音楽《アンフィトリオン》 Amphitryon （1904年-1907年）
- 短編抒情劇《ホタ》 La Jota, Conte lyrique （1908年-1911年）
- 短編抒情劇《ヴィオール奏者》 Le Joueur de viole, Conte lyrique （1925年初演）
- フルートとピアノのための組曲《あけぼのの書》 Le Livre de l'aurore, Suite  （1926年）
- ティルソ・デ・モリーナ原作のサルスエラ《闘牛士》 Las Toreras （1929年初演）
- セルバンテス原作のサルスエラ《華麗なるフレゴナ氏》 L'Illustre Frégona （1931年初演）